# Drents boogkabinet

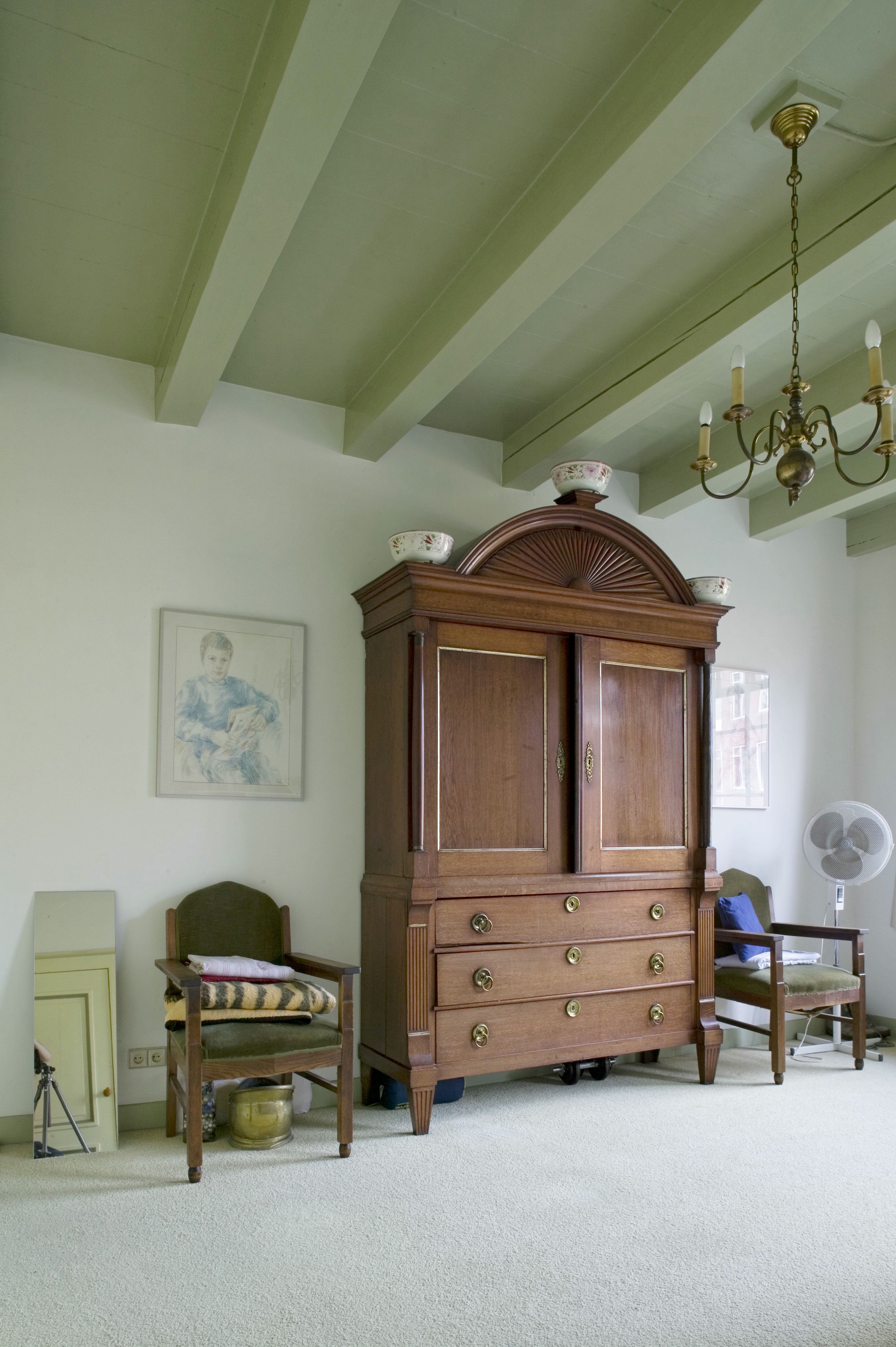
Drents boogkabinet

Een Drents boogkabinet, ook wel 'pastoorskast' genoemd, is een uit eikenhout vervaardigde tweedeurskast met onder de deuren drie laden, allemaal voorzien van messingbeslag. Aan de bovenkant van het kabinet zit een ronde boog met in de kap uitgesneden beeldhouwwerk of een opkomende zon, van ongeveer 50 cm hoog. Naast de deuren zijn in de regel ongeveer vijf centimeter brede halfronde kolommen aangebracht, waarop aan de boven- en onderkant koperen of messing ornamenten zijn bevestigd. De maten zijn in het algemeen tussen 230 en 270 cm hoog, 150 tot 170 cm breed en tussen de 55 en 70 cm diep. De periode van vervaardiging ligt tussen 1750 en 1880.
Sommige van dit soort kabinetten zijn vrij groot, omdat men in de boerenbehuizingen van die tijd hoge plafonds kende, en men grote families had die veel bergruimte nodig hadden voor het opbergen van kleding en andere zaken.